# 布列塔尼地区班
布列塔尼地区班（法語：Bain-de-Bretagne，法語發音：[bɛ̃ də bʁətaɲ]），或纯音译作班德布列塔尼，是法国伊勒-维莱讷省的一个市镇，位于该省南部，属于勒东区。

## 地理
布列塔尼地区班（47°50'32"N, 1°40'55"W）面积64.77 平方千米，位于法国布列塔尼大區伊勒-维莱讷省，该省份为法国西北部沿海省份，位于布列塔尼半岛东部，北濒大西洋，西接阿摩尔滨海省和莫尔比昂省，南至大西洋卢瓦尔省，西南端接曼恩-卢瓦尔省，东临马耶讷省，东北与芒什省接壤。
与布列塔尼地区班接壤的市镇（或旧市镇、城区）包括：布列塔尼地区拉博斯、拉多米讷莱、拉梅地区埃尔塞、梅尔内勒、拉诺埃布朗什、庞塞、普莱沙泰勒、圣叙尔皮斯德朗德、吉普里-梅萨克。

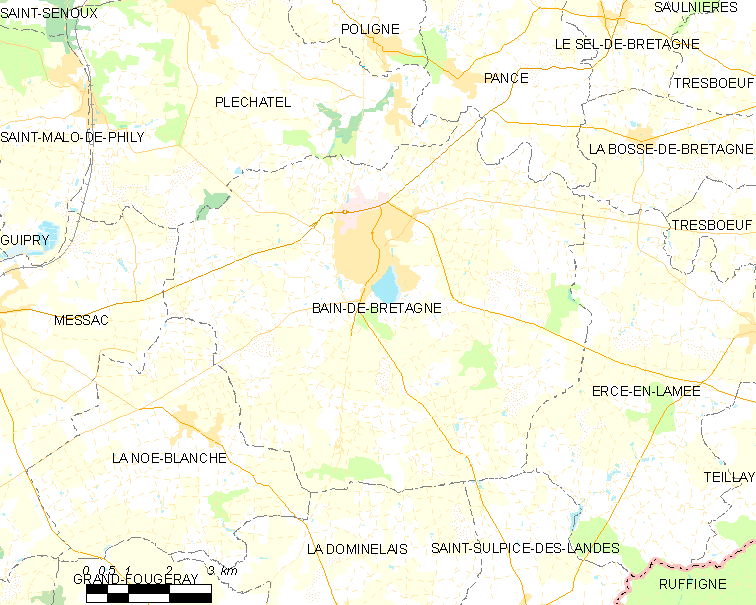
布列塔尼地区班的OSM定位图

布列塔尼地区班的时区为UTC+01:00、UTC+02:00（夏令时）。

## 行政
布列塔尼地区班的邮政编码为35470，INSEE市镇编码为35012。

## 政治
布列塔尼地区班所属的省级选区为布列塔尼地区班县。

## 人口

1962-2008年间布列塔尼地区班人口变化图示

布列塔尼地区班于2022年1月1日时的人口数量为7704人。